# Hazira
Hazira est une ville et un port important de l'État du Gujarat dans le nord-ouest de l'Inde.

## Géographie
La ville est située à 230 kilomètres au nord de Bombay et à 21 kilomètres de Surat, sur la rive de la Tapti, à environ huit kilomètres de la mer d'Arabie.

## Économie
Hazira est l'un des ports les plus importants d'Inde, avec un terminal pour porte-conteneurs et un terminal méthanier en eaux profondes. De nombreuses industries y sont implantées parmi lesquelles le groupe Essar, Shell, Larsen & Toubro ou encore Reliance Industries.
C'est également une destination pour le thermalisme en raison de ses sources.